# Kölnische Volkszeitung
Die Kölnische Volkszeitung und Handelsblatt wurde 1868 nach Vorläufern der Kölner Blätter (1860) von Josef Bachem gegründet. Sie erschien in der Verlagsbuchhandlung und Buchdruckerei J. P. Bachem in Köln.
Bachem bemühte sich auf dem Kölner Zeitungsmarkt seit 1. April 1860 darum, neben der liberalen Kölnischen Zeitung aus dem Haus DuMont eine katholisch ausgerichtete Tageszeitung zu etablieren. Einen ersten Versuch stellten seit 1860 die Kölner Blätter dar. 
Wirklich erfolgreich war sie erst unter dem Namen Kölnische Volkszeitung ab 1868. Die Zeitung erschien täglich außer montags. Später erschien sie zweimal täglich und enthielt sonntags eine Unterhaltungsbeilage. Zu den Redakteuren gehörte ab 1867 Antonius Fromm. 
Insbesondere unter der Leitung von Julius Bachem, der zusammen mit Hermann Cardauns zunächst Chefredakteur war, erlebte sie einen starken Aufstieg. Diesen verdankte das Blatt nicht zuletzt dem Kulturkampf und dem dadurch verstärkten Entstehen eines katholischen Milieus. Julius Bachem übernahm später auch die Leitung des Verlages. Bis 1914 prägte er die Zeitung stark mit. Um die Jahrhundertwende wurde sie im Zentrumsstreit und im Gewerkschaftsstreit Sprachrohr der Kölner-Mönchengladbacher Richtung, die für Reformen innerhalb der Zentrumspartei eintrat.
Im Jahr 1871 lag die Auflage bei siebentausend Exemplaren. 1875 erreichte sie fast zwei Drittel der Auflage der Kölnischen Zeitung. In den folgenden Jahrzehnten entwickelte sich das Blatt zur führenden katholischen Tageszeitung im westlichen Deutschland. Gleichwertige Zeitungen gab es weder in Süd- noch in Ostdeutschland. Im Jahr 1914 erschien das Blatt dreimal täglich mit 30.000 Exemplaren.
Die Schlesische Volkszeitung schrieb 1910, die Kölnische Volkszeitung sei „im Laufe der Jahre [...] zur größten Zeitung des deutschen Katholizismus und der deutschen und preußischen Zentrumspartei“ geworden.
Die zeitgenössische Abkürzung für die Zeitung war K. V. Z. Für die nationalliberale Presse war die Zeitung vor dem Ersten Weltkrieg wegen ihrer Unterstützung der polnischen Schulen „das Polenblatt vom Rhein“.
Die Kölnische Volkszeitung wurde im Mai 1941 aus „kriegswirtschaftlichen“ Gründen eingestellt.